# Landstädter Gewicht
Das Landstädter Gewicht galt als ehemaliges Stockholmer Gewicht oder leichtes Metallgewicht. Es fand Anwendung beim Export von Eisen und Kupfer in Gävle.
- 1 Landstädter Pfund = 357,9194 Gramm

Das Maß wurde auf das Schiffpfund gerechnet:
- 1 Schiffpfund Landstädter Gewicht = 20 Lispfund zu 20 Landstädter Pfund = 143,168 Kilogramm